# Plumpang (Plumpang)
Plumpang is een bestuurslaag in het regentschap Tuban van de provincie Oost-Java, Indonesië. Plumpang telt 9353 inwoners (volkstelling 2010).